# Nikolaj
Nikolaj je moško osebno ime.

## Izvor imena
Ime Nikolaj izhaja iz latinskega imena Nicolaus, to pa iz grškega Νικoλαoς (Nikólaos). Grško ime je zloženo iz grških besed νικη (nikē) v pomenu »zmaga v boju« in  λαο'ς (laós) v pomenu »narod, ljudstvo« 

## Različice imena
- moške različice imena: Miklavž, Nick, Nicki, Nickolas, Nicola, Nicolaj, Nicolas, Nicolo`, Nik, Niki, Nikica, Nikifor, Nikita, Niklas, Niko, Nikodem, Nikola, Nikolas, Nikolče, Nikša
- ženske različice imena: Nika, Nikolaja, Nikolina

## Tujejezikovne različice imena
- pri Angležih: Nicholas, Nick, Nickolas, Mick, Mickey, Micky, Mikey
- pri Nemcih: Nikolaus, Klaus (nizka nem.: Nikolaas, Nicolaas, Klaas)
- pri Francozih: Nicolas, Nico, Colas, Colin
- pri Ircih: Nioclás
- pri Italijanih: Nicola, Nicolò, Niccolò, Nico, Nicolao
- pri Špancih: Nicolás, Nicolao
- pri Portugalcih: Nicolau, Nicola, Nícolas
- pri Kataloncih, Aragoncih in Okcitancih?: Nicolau
- pri Nizozemcih: Nicolaas, Nikolaas, Klaas, Nico, Niek, Niels, Claas, Claes
- pri Dancih, Švedih: Nicolaj, Niklas, Nils, Klas...
- pri Norvežanih: Nils, Nikolai
- pri Islandcih: Nikulás, Níels, Nils
- pri Litvancih: Mikalojus, Nikolajus
- pri Latvijcih: Niklāvs, Klāvs, Nikolass, Nikolajs
- pri Estoncih: Nigulas, Nigul, Niilo, Mikk
- pri Fincih: Launo, Niilo, Niklas, Niko, Nikol, Nikolai
- pri Madžarih: Miklós, Miki (za Božička/Miklavža: Mikulás)
- pri Čehih: Mikuláš, Nikolas
- pri Slovakih: Mikuláš, Mikoláš, Miko
- pri (zgornjih) Lužiških Srbih: Mikławš
- pri Poljakih: Mikołaj
- pri Rusih: Николай (Nikolaj)/Коля (Kolya); Nikifor, Nikita
- pri Ukrajincih: Микола (Mikola), Миколай (Mikolaj)
- pri Belorusih: Мікалай (Mikałaj), Мікола (Mikola)
- pri Bolgarih: Никола (Nikola), Николай (Nikolaj), Никлен (Niklen), Никулица (Nikùlica), Коле (Kole), Кольо (Koljo), Колю (Kolju)
- pri Makedoncih: Никола (Nikola), Коле (Kole), Кољо (Koljo), Николче (Nikolče), Николе (Nikole)
- pri Romunih: Nicolae, Nicu, Nicușor, Niculae, Niculai
- pri Hrvatih, Srbih: Nikola (Никола), Niko, Nikša, Nikica, Miki
- pri Grkih: Νικόλαος (Nikolaos), Νικόλας (Nikolas), Νίκος (Nikos), Νικολής (Nikolis)
- pri Albancih: Nikollë, Nikolla, Nikë, Niklaus, Klaus, Koll, Kolë
- pri Gruzincih: ნიკოლოზ (Nikoloz), ნიკო (Niko), ნიკა (Nika), კოლა (Kola)
- pri Armencih: Նիկողայոս (Nikog(h)ayos, Nigog(h)ayos), Նիկողոս (Nikog(h)os, Nigog(h)os)
- v Esperantu: Niĉjo, Niko, Nikolao

## Pogostost imena
Po podatkih Statističnega urada Republike Slovenije je bilo na dan 31. decembra 2007 v Sloveniji število moških oseb z imenom Nikolaj: 858. Med vsemi moškimi imeni pa je ime Nikolaj po pogostosti uporabe uvrščeno na 180. mesto.

## Osebni praznik
V našem koledarju z izborom svetniških imen, udomačenih med Slovenci in njihovimi godovnimi dnevi po novem bogoslužnem koledarju je ime Nikolaj zapisano 4 krat. Pregled godovnih dni v katerih poleg Nikolaja godujejo še Niko, Miklavž in Nikica ter osebe katerih imena nastopajo kot različice navedenih imen.
- 21. marec, Nikolaj iz Flüe puščavnik († 21. mar. 1487)
- 10. september, Nikolaj Tolentinski, spokornik († 10. sep. 1305)
- 5. december, Nikola Tavelič, mučenec
- 6. december, Nikolaj iz Mire († 6. dec. v 4. stoletju)

## Zanimivost
- Na ruskega carja Nikolaja II. se nanaša ljudski izraz za alkoholno pijačo »vodko« poimenovano nikolajevka.